# Gråön, Hangö
Gråön är en ö i Finland. Den ligger i Skärgårdshavet och i kommunen Hangö i den ekonomiska regionen  Raseborg i landskapet Nyland, i den sydvästra delen av landet. Ön ligger omkring 110 kilometer väster om Helsingfors.
Öns area är 35,3 hektar och dess största längd är 0,8 kilometer i nord-sydlig riktning.